# Mayridia splendida
Mayridia splendida är en stekelart som beskrevs av Hayat 2003. Mayridia splendida ingår i släktet Mayridia och familjen sköldlussteklar. Inga underarter finns listade i Catalogue of Life.